# Đorđe Jovanović
Đorđe Jovanović (født 21. januar 1861 i Novi Sad i Vojvodina, Serbien (Kejserriget Østrig), død 26. marts 1953 i Beograd, Jugoslavien) var en serbisk billedhugger, medlem af Serbiens videnskabs- og kunstakademi (no) (Srpska Akademija Nauka i Umetnosti, SANU) 
Som barn flyttede Jovanović med familien til Požarevac. Som ung studerede han i Kragujevac med afgang i 1882.
Et stipendium i 1884 gav ham mulighed for at studere maleri og skulptur ved akademiet i Wien. Efter studierne pendlede han mellem München, Paris og Beograd. 

## Galleri
| - Værker af Đorđe Jovanović - Statue af Josif Pančić (en), serbisk botaniker (1814-88) - Jovan Subotić (sv), serbisk forfatter (1817-86) - Monument for Kosovos helte (en) i Kruševac - Lingvisten Vuk Stefanović Karadžić (no) (1787-1864) - Miloš Obrenović I (no), regent 1817-39 og 1858-60 - Milovan Glišić (en), forfatter 1847-1908 - Merkur på toppen af kreditinstituttet (fr) i Novi Sad, 1896 - 'Serbien' ("Србија"). Personifikation af Serbien, 1909 - Buste af dronning Maria af Rumænien, 1900-61 (Marija Karađorđević) - Duften af roser, 1914 Serbiens nationalmuseum (no) The Fragrance of Roses - Medaljoner på facaden af Nationalforsamlingen Fra venstre: Demosthenes, Cicero, Pallas Athene og Perikles - Vlaho Bukovac, 1924 (kroatisk maler 1855-1922) - To muser for videnskab og kunst, 1942 |